# Olivier Ferez
Olivier Ferez est un footballeur français né le 14 novembre 1970 à Valence. Il jouait au poste de milieu.
Au total, il a disputé 3 matchs en Division 1 et 134 matchs en deuxième division française.

## Carrière
- 1987 - 1989 : Olympique lyonnais (réserve)  France
- 1989 - 1991 : Olympique lyonnais  France
- 1991 - 1992 : GF38  France
- 1992 - 1996 : ASOA Valence  France
- 1996 - 1998 : FC Martigues  France
- 1998 - 1999 : Istres  France
- 1999 - 2006 : Union Montilienne Sportive  France